# Międzyuczelniane Ogólnopolskie Niezależne Stowarzyszenie Studentów Uczelni Niepublicznych
Międzyuczelniane Ogólnopolskie Niezależne Stowarzyszenie Studentów Uczelni Niepublicznych (w skrócie MONSSUN) – polskie stowarzyszenie powstałe w 1994 i reprezentujce studentów uczelni niepublicznych oraz działające na rzecz zrównania praw studentów uczelni niepublicznych z prawami studentów uczelni publicznych i umacniania pozycji szkół niepublicznych w polskim systemie szkolnictwa wyższego. 
MONSSUN zrzesza obecnie ponad 150 samorządów uczelni niepublicznych i uczestniczy w pracach centralnych organów samorządności studenckiej. Współrealizował projekty i opiniował akty prawne związane ze społecznością studencką uczelni niepaństwowych. Działalność ta realizowana jest m.in. przez przedstawicieli w komisjach Parlamentu Studentów RP. Również w Radzie Głównej Szkolnictwa Wyższego, w organie opiniotwórczym Ministerstwa Edukacji Narodowej stowarzyszenie posiada swojego reprezentanta.
Za największy swój sukces Stowarzyszenie uznaje wywalczenie możliwości otrzymywania przez studentów uczelni niepublicznych stypendiów socjalnych i naukowych. 2 grudnia 2008 MONSSUN zorganizował pikietę przed Sejmem, której głównym celem było uzyskanie dofinansowania dla studentów studiów stacjonarnych ze środków budżetowych.